# Neobyrnesia suberosa
Neobyrnesia suberosa är en vinruteväxtart som beskrevs av J.A. Armstrong. Neobyrnesia suberosa ingår i släktet Neobyrnesia och familjen vinruteväxter. Inga underarter finns listade i Catalogue of Life.